# Gilbert Lascault
Pour les articles homonymes, voir Lascault.
Gilbert Lascault, né le 25 octobre 1934 à Strasbourg (Bas-Rhin) et mort le 19 décembre 2022 à Paris,, est un romancier, essayiste et critique d'art français.

## Biographie
Agrégé de philosophie en 1960, Gilbert Lascault entreprend la rédaction de sa thèse, « Le Monstre dans l’art occidental », essai d'esthétique inaugurant ses écrits à venir. Il découvre l’art contemporain en rencontrant Henri Michaux et Jean Dubuffet.
Graveur et calligraphe, Gilbert Lascault a enseigné l'esthétique et la philosophie de l'art à l'université Paris-Nanterre (à partir de 1968) puis à l'université Paris-Sorbonne (depuis la seconde moitié des années 1990), « proposant des "séminaires d’incertitude" aux étudiants et chercheurs en philosophie, histoire de l’art et arts plastiques. »
Spécialiste du surréalisme, il a publié plusieurs ouvrages sur ce sujet.
Il écrit et a écrit dans de très nombreuses revues : Traverses, La Quinzaine littéraire, L’Art vivant, Artstudio, XXe siècle, Beaux Arts magazine, La Revue d’esthétique, Le fou parle…
Il est l'un des « piliers », depuis de nombreuses années, de l'émission Des Papous dans la tête, sur France Culture, et a longtemps participé à Panorama et aux Décraqués. Il a été, en 1989, l'invité d'honneur de l'Oulipo.
Il a également beaucoup écrit sur les travaux d'artistes tels que Jean Dubuffet, Jean Tinguely, Pierre Alechinsky, Jean Le Gac, Vladimir Veličković, Coco Téxèdre, Alexandre Bonnier, Jean-Pierre Vielfaure, Anne et Patrick Poirier, Marcel Alocco, Gérard Titus-Carmel, Henri Cueco, Christian Boltanski, Leonardo Cremonini, Bang Hai Ja…
Il est, depuis le 4 mai 2005, régent du Collège de 'Pataphysique pour la chaire de Tératoscopie & Dinographie.
En 2014, le musée de l'Hospice Saint-Roch d'Issoudun lui consacre une grande exposition rétrospective « Les Chambres hantées de Gilbert Lascault ».
Gilbert Lascault meurt le 19 décembre 2022 à Paris à l'âge de 88 ans.

### Commentaire
« [Gilbert Lascault] dit aimer les marges, les frontières, les bords, ce qui, de la pensée, du trait ou de l’objet, est en passe toujours de se dérober, basculer, devenir vertige. »

— Évelyne Toussaint, Archives de la critique d'art

## Publications
- Le Monstre dans l'art occidental, Klincksieck, 1963
- « Esthétique et psychanalyse », in La Psychanalyse, collectif, SGPP, coll. « Le point de la question », 1969
- Un monde miné, Christian Bourgois éditeur, 1975
- Enfances choisies, Christian Bourgois éditeur, 1976
- Avec Gianfranco Baruchello, Alphabet d'Éros, Paris, Éd. Galilée, 1976
- Figurées, défigurées : petit vocabulaire de la féminité représentée, Paris, UGE, coll. « 10/18 », 1977
- Un îlot tempéré, Christian Bourgois éditeur, 1977
- Écrits timides sur le visible, Paris, UGE, coll. « 10/18 », 1979
- Voyage d'automne et d'hiver, Christian Bourgois éditeur, 1979
- La Destinée de Jean Simon Castor, Christian Bourgois éditeur, 1981
- Boucles et nœuds, Balland, 1981
- Alexandre Bonnier : autour d'images et d'écrits, Éditions Shakespeare International, 1982
- Un herbier pour Marinette, 1982
- Encyclopédie abrégée de l'empire vert, Maurice Nadeau, 1983
- Malaval, Art Press/Flammarion, 1984
- Faire et défaire, Montpellier, éd. Fata Morgana, 1985
- Éloges à Geneviève, roman, Balland, 1985
- Francis Limérat et Jean-Pierre Vielfaure - Les arpenteurs de l'utopie, parcours, Corbeil-Essonnes, éditions du CAC Pablo-Neruda, 1985
- 420 minutes dans la cité des ombres, Paris, éd. Ramsay, coll. « Mots », 1987
- Le Petit Chaperon rouge, partout, éditions Seghers, 1989
- Les Chambres hantées, Tarabuste éditions, 2014
- Saveurs imprévues et secrètes : anthologie des textes sur l'art, Lyon, Hippocampe éditions, 2017 (préface et choix des textes par Camille Paulhan)
- Petite tétralogie du fallacieux, L'Arbre Vengeur, coll. "L'alambic", 2020

### Livres d'artistes (sélection)
Gilbert Lascault a participé, en tant qu'auteur, à la réalisation d'un grand nombre de livres d'artiste avec, notamment, Pierre Alechinsky, Marcel Alocco, Christian Babou, Eliz Barbosa, Cantié, Henri Cueco, Bertrand Dorny, Ghislaine Escande, Nathalie Grall, Françoise Gründ, Philippe Hélénon, Martine Lafon, Jean-Noël László, Joël Leick, Stanislav Marijanović, Marianne Montchougny, Daniel Nadaud, Gaëlle Pelachaud, Denis Pouppeville, Antonio Segui, Brigitte Tartière, Gérard Trignac,, Jacques Vimard…
- Marmottes à l'imparfait, ill. Jan Voss, Ryôan-ji, 1983
- Arrondissements, ill. de Pierre Alechinsky, Repères, 1983
- Coutume des Vents, ill. de Nicolas Alquin, Montpellier, éd. Fata Morgana, 1984
- La Grande Forêt Alquin, ill. de Nicolas Alquin, Bruxelles, éd. Le Salon d'art, 1986
- Les Amours d'Arthur-toujours-là et de Monica-Belle-de-Givre, ill. de Petra Werlé, Strasbourg, Baby Lone, 1986
- Consanguins d'Omènes, ill. de Janko Stanovnik, éd. Tropismes, 1986
- Jeux d’échecs : jeu de guerres, ill. de Nicolas Alquin, Caen, éd. L’Échoppe, 1987
- Jour de désert, ill. de Nicolas Alquin, éd. L’Échoppe, 1992
- Le Ieel bleu, avec huit lithographies de Lascault (édition de 16 exemplaires), 1998
- Cent/sans aller et retour: où comment s’affranchir avec des gens de lettres/l’être, de Jean-Noël László - CD ROM avec textes de Lascault et Hubert Lucot, Editions Association Art-Terre, Toulon, 2002.
- Douze cartes pour Alice, dessins Martine Lafon, éditions Collodion, 2016
- L'Écriture, textes de Gilbert Lascault, Michel Conil-Lacoste et Pascal Payen-Appenzeller, lithographies originales d'Élisabeth Delesalle, IDEM éditeur, Paris, 2016
- Les Délices des insectes exquis. Poèmes/Peintures, avec Pierre Zanzucchi, Rougier V. éd., 2019
- Pinocchio, livre animé, texte Gilbert Lascault, conception Martine Lafon, éditions post-rodo, 2019